# Caso Madaf
El caso Madaf fue un caso judicial argentino sobre una falsa acusación de homicidio contra un ciudadano de la ciudad de San Luis y trabajador de la construcción, Nelson Rafael Madaf, supuestamente perpetrado sobre Claudia René Díaz, en la misma ciudad de San Luis, capital de la provincia homónima, en 1989. El caso develó torturas contra Madaf, algunos de sus hermanos y su padre, malos tratos e incluyó la agresión física por parte del ex juez Néstor Alfredo Ochoa. Por el caso, Madaf estuvo preso durante casi tres años. Madaf falleció el 6 de junio de 2025.

## Los hechos
Todo comenzó la noche del 16 de octubre de 1989. Ese día, Madaf, de diecisiete años, acompañó hasta la cercanía de su casa a Claudia René Díaz (que contaba con 15 años de edad), la que le habían presentado poco tiempo atrás. Al día siguiente, Claudia visita a Nelson en su trabajo, y luego se retira para no regresar en los próximos nueve años.

## La acusación
En 1992, este caso había alcanzado un alto nivel mediático, sobre todo por las marchas del silencio impulsadas por la hermana Martha Pelloni y en gran medida por la acción de Nelly Fernández, madre de la desaparecida, conocida como «la mamá detective», que al ver el avance nulo de la investigación, se inscribió en cursos de técnicas de investigación policial, derecho penal y toxicomanía. La misma salía disfrazada y con una grabadora oculta, para recabar información sobre su desaparecida hija. Las presiones mediáticas impulsaron a la justicia, que no contaba con datos, a buscar un cabeza de turco. El 31 de enero de 1993 se detuvo a Madaf, acusado de obligarla a un supuesto aborto que le causara la muerte. Estuvo en prisión hasta fines de 1995.

## Torturas y confesión
El listado de vejámenes incluye:
- Quemaduras con cigarrillos.

Escudo provincial de San Luis

- Enterrarlo hasta el cuello toda la noche, para sacarlo jalándolo del cabello.
- Colgarlo de un árbol por los brazos.
- Arrojarle lejía en los ojos.
- Quitarle dientes con vidrios de botellas.
- Simulacros de fusilamiento.
- Permitir que se lo sodomizara.
- Quebrarle un dedo de la mano.
- Azotes con la hebilla de un cinturón.
- Arrojarlo al río Quinto con peso en los pies.[3]
- Clavarle agujas en las tetillas.
- Colocarle una bolsa de nailon en la cabeza (submarino).
- Arrancarle una uña de la mano.

«Aprendí a hacerme el desmayado y a golpearme la cara fuerte contra el suelo para que creyeran que era cierto, si no, me mataban.»

Declaraciones de Nelson Madaf al matutino La Voz

Bajo esta presión, Madaf confesó el crimen incluyendo, a pedido de los torturadores, a Marina Garay y su hija Laura Godoy, quienes habrían realizado el supuesto aborto causante de la muerte, que también estuvieron detenidas por la causa. Laura había sido cuñada de Madaf y era compañera de Claudia en la escuela nocturna. También fueron golpeados algunos hermanos y el propio padre del acusado de setenta y un años.
Tanto Nelson Madaf como Laura Godoy sostenían que Díaz se había fugado por los abusos reiterados de su padre. Incluso, en un exabrupto, el exjuez Ochoa le propinó un puñetazo al reo. Pasados los años, el mismo Ochoa tuvo que liberarlo por falta de pruebas.

## Desenlace
El caso finalizó cuando en febrero de 1998, Nelly Fernández encontró con vida a Claudia Díaz, la supuesta víctima. La misma había abandonado San Luis por propia voluntad, con motivo de los castigos de su padre, radicándose en la localidad de Caucete, en la provincia de San Juan, casada con un hombre maltratador, veinte años mayor que ella y con cinco hijos. Díaz no se había enterado del caso Madaf.

## Consecuencias
El 30 de julio de 1998 Madaf fue sobreseído. Desde su liberación vivió en la indigencia, segregado socialmente y padeciendo de SIDA adquirido durante la detención. En 2011, el estado puntano pagó una indemnización de alrededor de $ 300.000 pesos argentinos. Esta indemnización solo consideró dos años de lucro cesante de un trabajador de la construcción y no tuvo en cuenta las secuelas físicas, psicológicas, sociales ni emocionales de Madaf.
En ningún momento se investigó a los victimarios de Madaf, que gozan hoy día de total impunidad.

## El caso en la literatura
Hasta el momento se han escrito al menos tres libros que relatan el caso:
- Título: El sermón de La Victoria. Novela de la vida real. Autor: Eduardo Belgrano Rawson. Editorial Planeta, ISBN 978-950-49-2822-5.
- Título: Un paseo por el infierno. Autor: Marcela Camusso.
- ¿Dónde está Claudia? Historia del calvario de Nelson Madaf. Autor: Ingrid Blumencweig. Editorial:  Ediciones Autores de Éxitos®; 1.er edición (10 de febrero de 2020).